# فيليب أوديت
فيليب أوديت هو لاعب هوكي الجليد كندي، ولد في 4 يونيو 1977 في أوتاوا في كندا.

## وصلات خارجية
- فيليب أوديت على موقع دوري الهوكي الوطني (الإنجليزية)
- فيليب أوديت على موقع EliteProspects.com (الإنجليزية)
- فيليب أوديت على موقع HockeyDB.com (الإنجليزية)
- فيليب أوديت على موقع Hockey-Reference.com (الإنجليزية)